# Col·lector urinari

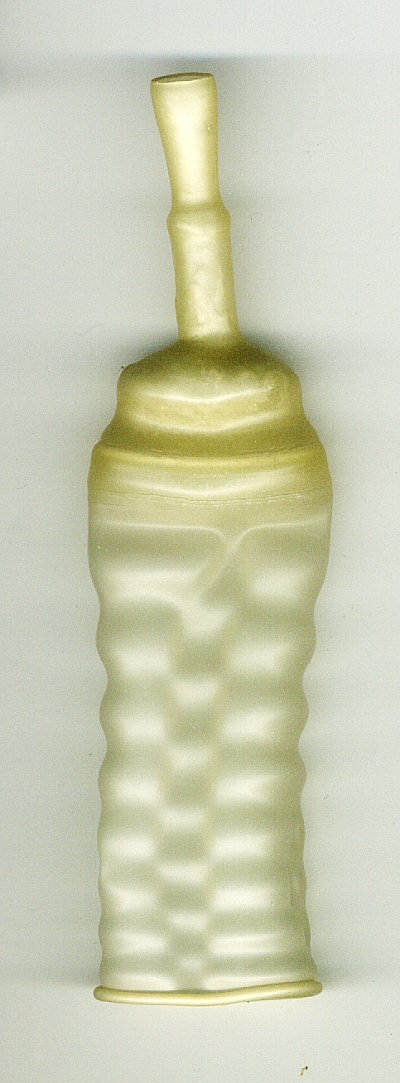
Col·lector urinari de tipus preservatiu

Un col·lector urinari és un dispositiu que permet la recollida d'orina per a anàlisis (com en l'anàlisi d'orina mèdica o forense) o amb finalitats de simple eliminació (com en els vehicles que realitzen viatges llargs i no estan equipats amb vàters, especialment avions i naus espacials).
Dispositius similars són utilitzats, principalment per homes, per controlar la incontinència urinària. Aquests dispositius s'uneixen a l'exterior de la zona del penis i dirigeixen l'orina cap a una bossa de recollida independent, lligada a una cama o en el llit. Actualment, al mercat hi ha diverses varietats de dispositius externs de recollida d'orina, principalment amb forma de preservatiu; connectat per la punta a un tub que du l'orina a la bossa de recollida.
Altres col·lectors d'orina són els orinals. N'hi han específics per a homes en forma d'ampolla amb una obertura on posar-hi el penis.